# Trachylepis punctulata
Trachylepis punctulata este o specie de șopârle din genul Trachylepis, familia Scincidae, descrisă de Ana Du Bocage în anul 1872. Conform Catalogue of Life specia Trachylepis punctulata nu are subspecii cunoscute.